# Edmond Houtave
Edmond Houtave (Damme, 11 november 1838 - Brugge, 1 december 1911) was een Belgisch rooms-katholiek priester, vicaris-generaal van het bisdom Brugge.

## Levensloop
Edmond-Lodewijk Houtave was een zoon van Jozef-Franciscus Houtave en Mariette Van Iseghem. De familie Houtave was goed ingeburgerd in Damme. Een broer van Edmond, Jozef-Lodewijk Houtave (1837-1904), was er burgemeester van 1895 tot aan zijn dood.
Hij doorliep de humaniora aan het Sint-Lodewijkscollege in Brugge en volbracht er de retorica in 1857-1858. Hij had er Leonard De Bo als leraar en Edward Gailliard en de eveneens Dammenaar Pieter Busschaert als klasgenoten. Hij was een knappe student met uitstekende uitslagen. In de retorica schreef hij een gedicht De prijsdeeling, dat tijdens de prijsuitreiking, in aanwezigheid van de Brugse bisschop, werd voorgedragen en vervolgens op 28 augustus 1858 in De katholijke zondag werd gepubliceerd.
Hij begon aan zijn seminariestudies in Roeselare in september 1858 en leerde er de poësisleraar Guido Gezelle kennen. Als jonge poëet maakte hij zijn dichtwerk over aan Guido Gezelle, die er inspiratie uit putte voor een gedicht dat hij aan Houtave opdroeg. Later is dit gedicht mee opgenomen in Gezelles in 1862 gepubliceerde tweede dichtbundel Gedichten, Gezangen en Gebeden.
Na tot priester te zijn gewijd, werd Houtave in 1864 leraar aan het college van Ieper en werd er in 1869 principaal. In 1885 werd hij pastoor in Sint-Eloois-Winkel en in 1892 deken van Diksmuide.
Houtave was bevriend met Gustave Waffelaert en pas was die in 1895 tot bisschop benoemd, of hij nam Houtave bij zich als vicaris-generaal.
In 1898 maakte Gezelle een lang gedicht dat hij opdroeg aan bisschop Waffelaert en dat later gepubliceerd werd in zijn Nagelaten dichtwerk. Hij schreef het als 'tafelgedicht' naar aanleiding van een maaltijd die de bisschop aan zijn vertaler aanbood. Dit ging door in zijn zomerverblijf 'Ter Groene Poorte' in Sint-Michiels en, naast de bisschop en Gezelle, zaten ook de vicarissen-generaal Ernest Rembry en Houtave en de secretaris van het bisdom Arthur De Schrevel aan. Zij waren een jaar later ook aanwezig bij de uitvaart van Gezelle.